# Марков, Пламен
Пла́мен Ма́рков Ма́рков (болг. Пламен Марков Марков; 11 сентября 1957, Севлиево, Болгария) — болгарский футболист, тренер. Заслуженный мастер спорта Болгарии (1980).

## Биография
Начинал карьеру в клубе «Видима-Раковски» из своего родного города. В 1973 году стал игроком основного состава. Через два года перешёл в софийский ЦСКА. В своём дебютном сезоне стал чемпионом Болгарии. Всего 6 раз побеждал в этом турнире. Сыграв за клуб 235 матчей и забив 42 мяча, в 1985 году Марков уехал во Францию и стал игроком «Меца». Два сезона провёл в Лиге 1, сыграв 69 матчей, забив 10 матчей. В сезонах 1985/86 и 1986/87 «Мец» занимал 6 место. В 1986 году выступал на чемпионате мира. На том турнире болгары вышли из группы, но проиграли в 1/8 финала хозяевам — сборной Мексики. В 1987 году Марков на два года уехал в «Гренобль», где и завершил карьеру в 1989 году.
После окончания карьеры, в том же 1989 году Пламен Марков возглавил «Гренобль».

## Достижения
Как игрока
ЦСКА (София)
- Чемпион Болгарии (6): 1974/75, 1975/76, 1979/80, 1980/81, 1981/82, 1982/83
- Обладатель Кубка Болгарии (3): 1981, 1983, 1985
- Обладатель Кубка Советской армии: 1985

Как тренера
ЦСКА (София)
- Обладатель Кубка Болгарии: 2006